# Вулиця без закону (фільм)
«Вулиця без закону» (фр. La Rue sans loi) — французький кінофільм з Луї де Фюнесом.

## Сюжет
У невеликому містечку орудує банда, очолювана злочинцем Спарадрою. У цьому ж місті живе службовець одного медичного закладу Анатоль, син якого бере уроки музики в музиканта Іпполіта (Луї де Фюнес). Іпполіт деколи акомпонує княгині Латріль, яка любить влаштовувати концерти і давати прийоми в своєму будинку. В один з таких прийомів банда Спарадра краде у неї якусь дрібничку і вирішує згодом обікрасти будинок повністю. Щоби відвести від себе підозри, грабіжники вирішують підставити Анатоля. Для цього член банди Емма знайомиться з ним і просить у нього на пам'ять фотографію і капелюх, які злочинці намірені залишити в пограбованому будинку.

## Актори
- Луї де Фюнес — Іпполіт
- Поль Деманж — Анатоль, бухгалтер
- Макс Далбан — Фіфіль, la femme plantureuse d'Anatole
- Наталі Наттьє — Емма
- Андре Габріело — Спарадра
- Анетта Пуавр — графиня Трелі
- Альберт Дінан — Франсуа
- Фернанд Жильбер — вусатий капітан
- Роже Демар — офіціант